# Leucanopsis rhomboidea
Leucanopsis rhomboidea là một loài bướm đêm thuộc phân họ Arctiinae, họ Erebidae.